# Seznam slovenských hráčů v NHL v sezóně 2012/2013
- Stanley Cup v této sezóně získal Marián Hossa a Michal Handzuš s týmem Chicago Blackhawks.

| Tým                   | Věk | Hráč              | Post | Počet zápasů ZČ | Branky ZČ | Asistence ZČ | Body ZČ | Počet zápasů v play off | Branky v play off | Asistence v play off | Body v play off |
| --------------------- | --- | ----------------- | ---- | --------------- | --------- | ------------ | ------- | ----------------------- | ----------------- | -------------------- | --------------- |
| Chicago Blackhawks    | 33  | Marián Hossa      | F    | 40              | 17        | 14           | 31      | 22                      | 7                 | 9                    | 16              |
| Florida Panthers      | 30  | Tomáš Kopecký     | F    | 47              | 15        | 12           | 27      | Ne                      |                   |                      |                 |
| Columbus Blue Jackets | 30  | Marián Gáborík    | F    | 47              | 12        | 15           | 27      | Ne                      |                   |                      |                 |
| Boston Bruins         | 35  | Zdeno Chára       | D    | 48              | 7         | 12           | 19      | 22                      | 3                 | 12                   | 15              |
| New York Islanders    | 36  | Ľubomír Višňovský | D    | 35              | 3         | 11           | 14      | 6                       | 0                 | 2                    | 2               |
| Buffalo Sabres        | 26  | Andrej Sekera     | D    | 37              | 2         | 10           | 12      | Ne                      |                   |                      |                 |
| Tampa Bay Lightning   | 21  | Richard Pánik     | F    | 25              | 5         | 4            | 9       | Ne                      |                   |                      |                 |
| Chicago Blackhawks    | 35  | Michal Handzuš    | F    | 39              | 2         | 6            | 8       | 23                      | 3                 | 8                    | 11              |
| Detroit Red Wings     | 22  | Tomáš Tatar       | F    | 18              | 4         | 3            | 7       | Ne                      |                   |                      |                 |
| Philadelphia Flyers   | 27  | Andrej Meszároš   | D    | 11              | 0         | 2            | 2       | Ne                      |                   |                      |                 |
| St. Louis Blues       | 27  | Jaroslav Halák    | G    | 16              | 0         | 1            | 1       | Ne                      |                   |                      |                 |
| Montreal Canadiens    | 30  | Peter Budaj       | G    | 13              | 0         | 0            | 0       | 2                       | 0                 | 0                    | 0               |

- F = Útočník
- D = Obránce
- G = Brankář